# Jean-Claude Bouttier
Jean-Claude Bouttier (Saint-Pierre-la-Cour; 13 de octubre de 1944-Gournay-sur-Marne; 3 de agosto de 2019) fue un actor y boxeador profesional francés.
Durante su carrera de boxeo, que abarcó de 1965 a 1974, ganó 64 de 72 peleas, 43 de ellas por nocaut. En junio de 1971 ganó el título de la Unión Europea de Boxeo, y en 1972 y 1973 sin tener éxito disputó los títulos de la AMB y CMB contra Carlos Monzón, el "Macho de Santa Fé" en dos ocasiones, ambos combates patrocinados por el actor francés Alain Delon gran aficionado al boxeo. Perdió el título EBU ante Kevin Finnegan en mayo de 1974.
Comenzó su carrera como actor interpretándose a sí mismo en series de televisión. Sus roles posteriores fueron propiamente de ficción, como Philippe Rouget en Les Uns et les Autres. Desde 1984, trabajó como comentarista de deportes para Canal+.